# Khurdopingletscher
Der Khurdopingletscher befindet sich im westlichen Karakorum im pakistanischen Sonderterritorium Gilgit-Baltistan.

## Lage
Der Khurdopingletscher hat eine Länge von 36 km. Er strömt in nördlicher Richtung durch den nördlichen Teil der Gebirgsgruppe Hispar Muztagh. Der Khurdopingletscher besitzt die beiden Quellgletscher Westlicher und Östlicher Khurdopingletscher. Der Khurdopingletscher reicht bis in das Flusstal des Shimshal, der entlang seinem rechten unteren Rand fließt und den weiter östlich gelegenen  Virjerabgletscher entwässert. Von links mündet der Yukshin-Gardan-Gletscher in den unteren Bereich des Khudopingletschers. Der Khurdopingletscher wird von folgenden Bergen (von Westen nach Osten) umrahmt: Kanjut Sar I (7760 m), Kanjut Sar II (6831 m), Tahu Rutum (6652 m) und Lukpe Lawo Brakk (6593 m).